# Illa de Hamilton (Canadà)
L'Illa de Hamilton és una illa deshabitada ubicada a la Regió Qikiqtaaluk, Nunavut, Canadà. Se situa prop de l'Arxipèlag Àrtic Canadenc, al conegut com Parry Channel, al nord de l'Illa Russell i al sud-est de l'Illa Young.